# Kevin Jorgeson
Kevin Jorgeson, né le 7 octobre 1984 à Santa Rosa aux États-Unis, est un grimpeur professionnel. Il est notamment connu pour ses réalisations très difficiles en bloc, en particulier de Highball. Plus récemment, il a réussi avec Tommy Caldwell l'ascension en escalade libre de la voie Dawn Wall au Parc national de Yosemite, qui est potentiellement la longue voie la plus difficile du monde.

## Biographie
Kevin Jorgeson commence l'escalade à l'âge de 12 ans dans la salle de grimpe Vertex Climbing Center, qui se situe à Santa Rosa, sa ville natale. Il progresse rapidement et commence à faire de la compétition aux championnats nord-américains juniors d'escalade, qu'il gagne en 2001 à Berkeley (CA). 

## Style de grimpe
Kevin Jorgeson est un grimpeur polyvalent, il pratique de l'escalade libre, du bloc, de la longue voie et même le solo intégral qu'il apprécie particulièrement lors de ses ascensions de Highball. Il a aussi une bonne connaissance de l'escalade traditionnelle acquise lors de ses voyages au Royaume-Uni et à El Capitan.

## Ascensions remarquables

### En bloc
- The Fly (8B+), en 2008 à Rumney (NH),  États-Unis
- Mandala (8B+), en 2007 à Bishop (CA),  États-Unis
- Ambrosia (8A+), en 2009 à Bishop (CA),  États-Unis

### En voie libre
- Dawn Wall (9a\5.14d) à El Capitan en 2014/2015 (avec Tommy Caldwell)

## Parraineurs
Kevin Jorgeson est parrainé par Five Ten pour ses chaussures d'escalade, Asana pour son matériel de bloc, Marmot, Sterling Rope pour ses cordes, Super Feet, Raw Revolution et Black Diamond.

## Filmographie
- (en) Progression, de Big UP Productions (prod.) et de Josh  Lowell (réal.), 2009, DVD [présentation en ligne]
- (en) Core, de Chuck Fryberger Films (prod.) et de Chuck  Fryberger (réal.), 2010, DVD [présentation en ligne]
- (en) Pure, de Chuck Fryberger Films (prod.) et de Chuck  Fryberger (réal.), 2010, DVD [présentation en ligne]